# Crivo de Eratóstenes
O Crivo de Eratóstenes é um algoritmo e um método simples e prático para encontrar números primos até um certo valor limite. Segundo a tradição, foi criado pelo matemático grego Eratóstenes ((circa?) 275-194 a.C.), o terceiro bibliotecário-chefe da Biblioteca de Alexandria desde 247.

## Explicação do algoritmo
Para exemplificá-lo, vamos determinar a lista de números entre 1 e 30.
- Inicialmente, determina-se o maior número a ser verificado. Ele corresponde à raiz quadrada do valor limite, arredondado para baixo. No caso, a raiz de 30, arredondada para baixo, é 5.
- Crie uma lista de todos os números inteiros de 2 até o valor limite, neste caso 30.
- Encontre o primeiro número da lista. Ele é um número primo, 2.
- Remova da lista todos os múltiplos de 2 (exceto ele próprio) até o valor limite. No nosso exemplo, a lista contem 2 e os números ímpares até 29.
- O próximo número da lista após o primo anterior é primo. Repita o procedimento. No caso, o próximo número da lista é 3. Removendo seus múltiplos, a lista fica: 2, 3, 5, 7, 11, 13, 17, 19, 23, 25 e 29. O próximo número, 5, também é primo; a lista fica: 2, 3, 5, 7, 11, 13, 17, 19, 23 e 29. 5 é o último número a ser verificado, conforme determinado inicialmente. Assim, a lista encontrada contém somente números primos.[1][5]

### Visualização do Crivo

Animação do crivo

## Utilização em linguagens de programação
A simplicidade do código faz com que este seja usado como benchmark para comparar compiladores e chips. Uma das versões mais populares deste benchmark foi publicada na Revista Byte, no início dos anos 1980.